# 洛西ニュータウン
洛西ニュータウン（らくさいニュータウン）とは、京都市西京区南西部の大原野地区（旧乙訓郡大原野村）北東部と大枝地区（旧乙訓郡大枝村）南部にまたがる地域にあるニュータウンである。

## 歴史・概要

### 立地
京都市南西部にある西山断層崖の麓で小畑川が南に向かって流れる標高約70 mから約130 mの西山丘陵と呼ばれる丘陵地に立地している。この丘陵地は小畑川を境にして東側が向日町丘陵で、西側が大原野台地とも呼ばれている。開発前は、西山竹林と呼ばれる竹林が広がり、筍（たけのこ）や富有柿等を産出する農山村地域であった。また、「福西古墳群」と呼ばれる帆立貝式古墳を含む24基の古墳が集まった群集墳が残り、小畑川の河岸段丘上には完成度の高いチャート製のナイフ形石器や押型文土器が埋設されていた「大枝遺跡」などの考古学上の遺跡が多数存在する場所でもあった。
こうした考古学上の史跡は、開発前に「大枝遺跡」などの遺跡の発掘調査が行われて資料が残されたものの、古墳は2基以外は発掘調査後に破壊される など大半の遺跡が破壊されることになった。ただし、一部の古墳が公園として残されている ほか、西山竹林を伝えるものとして「京都市洛西竹林公園」がニュータウン内に整備された。

### 構想から開発の経緯
当ニュータウンの開発は、京都市会で1963年（昭和38年）に総合開発試案として取り上げられ、1968年（昭和43年）に議決されたのが始まりである。
これを受けて1969年（昭和44年）に計画が発表されたが、用地買収が難航したことが影響して1972年（昭和47年）8月5日に着工することになった。京都市最初の大規模計画住宅団地であり、新住宅市街地開発法を事業根拠とする「京都国際文化観光都市建設計画事業洛西新住宅市街地開発事業」として開発が進められた。計画では、面積は約274 haで、約10,900戸、人口約40,000人を想定していた。公営住宅や日本住宅公団、公社などが中高層の集合住宅を建設すると共に、宅地を分譲して低層の戸建住宅も整備され、京都市の住宅難の解消を目指した。
4つの地区に分けられており、各地区毎に会館と商業施設からなる複合施設のサブセンターを整備し、各家庭から徒歩で約10分以内にスーパーに買い物に行けるように計画されていた。さらに、ニュータウン全体の中心施設地区として整備された「タウンセンター」には、バスターミナルや高島屋を核店舗とするショッピングセンターのラクセーヌ、銀行、郵便局、京都市の西京区役所洛西支所や図書館などが入る総合庁舍、国民年金文化センターなどの官民の施設が集中的に立地して、生活の利便性を高めるようにされた。
また、1971年（昭和46年）の計画では当時全線未着工だった京都市営地下鉄東西線を当ニュータウンを経由して長岡京駅まで建設するとされていた。1976年（昭和51年）に入居が開始され、1981年（昭和56年）4月に6,479戸と5年ほどで約60%の戸数が入居することになった。

### 計画の不実現による不便
計画されていた地下鉄の建設は実現せず、その後、ライトレールの建設構想も浮上したものの、いずれも実現しなかった。そのため、現在も公共交通機関はバスのみとなっている。また、京都市と亀岡市を結ぶ老の坂峠や国道9号などで慢性的な交通渋滞が生じているなど自動車での交通の利便性にも問題を抱えている。
こうした交通の利便性の悪さが影響して、当ニュータウンの中核の商業施設である「ラクセーヌ」は亀岡方面からの集客が少なくなるなど 休日の集客や商圏の狭さで苦戦を強いられる状況になった。さらに、4地区に配置された商業施設でもその内の3つでは核店舗のスーパーが撤退し、後継店舗が入居した1か所を含めても半分の2か所しかスーパーが営業しておらず、徒歩で約10分以内にスーパーに買い物に行けるという利便性も失われる形となった。

### 世代の偏りによる高齢化と人口減少
当ニュータウンは、1976年（昭和51年）の入居開始から わずか5年後の1981年（昭和56年）4月に6,479戸と約60%の戸数が入居したため、団塊の世代が多く住む形になった。そのため、家族数が増加して家が狭くなって転出する家庭や、子供が成長して家を出て独立し、夫婦のみになる家庭などが増えることになった。また、高齢化や少子化も進展しており、入居開始から30年も経たないうちに人口が減少に転じることになった。
人口減少率は1995年（平成7年）と2015年（平成27年）の統計を比較すると33％減、世帯数は438世帯の減少であった。なお、各世代（幼年・少年（15歳未満。総称は「年少」）、青年・壮年・中年（15歳 - 64歳）、高齢者（65歳以上）の人口は幼年・少年が約3割、青年・壮年・中年は約5割の減少に対し、高齢者の人口が約4倍に増加したことを発表している。
2023年（令和5年）8月13日付の毎日新聞では、2020年（令和2年）の人口は約21,700人となったことを発表した。この人口はピークの6割である。同年4月には洛西地域の活性化を議論する庁内会議の初会合が京都市役所で開催され、地域活性化などの議論が行われた。

### 公社の合併
当ニュータウンの商業施設などは、京都市が出資する第三セクターの「洛西ニュータウン管理公社」が運営していたが、同公社が外郭団体改革の一環で2009年（平成21年）3月末で解散して京都市住宅供給公社と4月に合併し、京都市住宅供給公社洛西事業部が継承することになった。

### 年表
- 1963年（昭和38年）：京都市会で総合開発試案として取り上げられる[9]。
- 1968年（昭和43年）：京都市会でニュータウンの開発を議決[9]。
- 1969年（昭和44年）：ニュータウンの開発計画を発表[10]。
- 1971年（昭和46年）：京都市営地下鉄東西線を当ニュータウンを経由して長岡京駅まで建設する[10] 計画を発表[15]。
- 1972年（昭和47年）8月5日：着工[9]。
- 1976年（昭和51年）：入居開始[16]。
- 1977年（昭和52年）4月4日：当ニュータウン初の小学校として京都市立新林小学校が開校[6]。
- 1978年（昭和53年）4月1日：当ニュータウン初の中学校として京都市立洛西中学校が京都市立樫原中学校西分校として開校[6]。
- 1980年（昭和55年）：当ニュータウン初の大学として京都市立芸術大学がキャンパスを当地に移転している[2]。
- 1982年（昭和57年）4月：「タウンセンター」に高島屋を核店舗とするショッピングセンターのラクセーヌが開業[23]。
- 2009年（平成21年）4月1日：「洛西ニュータウン管理公社」が京都市住宅供給公社と合併し、同社洛西事業部が継承[6]。
- 2020年（令和2年）2月21日：セブン-イレブン京都洛西境谷店が開業[24]。同店は京都市内初の移動販売も行うコンビニでもある[24]。
- 2023年（令和5年）10月1日：京都市立芸術大学が京都駅東側に再移転[25]。ニュータウンから大学が無くなる。

## 交通

### 鉄道
1971年（昭和46年）の計画では京都市営地下鉄東西線を当ニュータウンを経由して長岡京駅まで建設するとされていた が実現せず、その後、ライトレールの建設構想も浮上したものの、いずれも実現しなかった。そのため、現在も徒歩で利用できる駅はなく、もともとはバスなどを用いた阪急桂駅の利用が多かった。
境谷本通を東進した延長線上にある京都府道201号中山稲荷線に阪急洛西口駅が2003年（平成15年）に開業したほか、当ニュータウンのタウンセンターから東へ約3 km離れた キリンビール京都工場跡地の再開発地区である「京都桂川つむぎの街」に、2008年（平成20年）10月18日にJR桂川駅が開業する などより近い距離にも駅が出来ている。なお、駅までは京都市営バスなどを利用して約15 - 30分程度かかる。

### バス
下記の各事業者がニュータウン内に乗り入れる。「タウンセンター」にはバスターミナル（洛西バスターミナル）が設置されているが、ヤサカバスはバスターミナルに乗り入れない。
- 京都市営バス
- 京阪京都交通
- 阪急バス - 63系統（大原野線）の一部のみ。
- ヤサカバス

## 教育施設
1977年（昭和52年）4月4日の京都市立新林小学校が開校したを皮切りに、翌年の1978年（昭和53年）4月1日に京都市立洛西中学校が京都市立樫原中学校西分校として開校、1980年（昭和55年）4月5日に境谷小学校が新林小学校東分校として開校するなど、当ニュータウンの住居の建設の進展に合わせて学校の開設も進められた。高等学校で最初に当ニュータウンに開設されたのは京都府立洛西高等学校であり、1980年（昭和55年）には京都市立芸術大学がキャンパスを当地に移転している。

### 保育園
- さふらん保育園
- 新林保育園
- 竹の里保育園
- 福西保育園

### 幼稚園
- うぐいす幼稚園
- うぐいす第二幼稚園
- 大原野幼稚園
- さかいだに幼稚園
- 竹の里幼稚園
- 洛西せいか幼稚園
- 洛西花園幼稚園

### 小学校
- 京都市立新林小学校 - 当ニュータウン初の小学校で、1977年（昭和52年）4月4日に開校[6]。
- 京都市立境谷小学校 - 1980年（昭和55年）4月5日に新林小学校東分校として開校[6]。
- 京都市立竹の里小学校-2025年(令和7年)3月閉校。同年4月洛西陵明小中学校に統合。
- 京都市立福西小学校 - 2022年（令和4年）3月閉校[30]。同年4月、竹の里小学校に統合[31]。

### 中学校
- 京都市立洛西中学校 - 当ニュータウン初の中学校で、1978年（昭和53年）4月1日に京都市立樫原中学校西分校として開校[6]。
- 京都市立西陵中学校-2025年(令和7年)閉校。同年4月洛西陵明小中学校に統合。

### 義務教育学校
- 洛西陵明小中学校

### 高等学校
- 京都府立洛西高等学校 - 当ニュータウン初の高等学校として開校[6]。

## 行政施設
- 京都市洛西総合庁舍[2]
  - 西京区役所 洛西支所[2]
  - 洛西図書館[2]

## 商業施設
- ラクセーヌ専門店 - 1982年（昭和57年）4月「タウンセンター」に開業[23]。
  - 高島屋洛西店が核店舗となっている[23]（※2014年（平成26年）10月17日以降は（同日に開業した）ニトリ洛西ラクセーヌ店も同専門店街の核店舗として加わった）。

## 医療施設
- 洛西ニュータウン病院
- 洛西シミズ病院

## 公園など
- 京都市洛西竹林公園[32]  - 1981年（昭和56年）6月開園。開発前の当地にあった西山竹林を伝える施設で、亀甲竹や金明孟宗竹など約120種・3,000株の竹が植えられた約4 haの公園で「竹資料館」などもある[5]。
- 小畑川  - タウンセンターに隣接する形で「小畑川中央公園」がある[2]。
- 大蛇ヶ池公園  - 1919年に貯水池としてつくられ、洛西ニュータウン造成時に池の一部を埋め立てて公園として整備された[33]。

## 住所の表記
洛西ニュータウンの住所の表記は「大原野東境谷町○丁目△番地×」のような町名と2つの数字からなる住居表示に似た形を取っているが、「丁目」の後の数字は住居表示実施地区における「街区符号」「住居番号」ではなく地番（枝番号付き）である。